# Garma (Népal)
Pour les articles homonymes, voir Garma.
Garma (en népalais : गार्मा) est un comité de développement villageois du Népal situé dans le district de Solukhumbu. Au recensement de 2011, il comptait 2 047 habitants.